# Jože Kimovec
Jože Kimovec, * 1. september 1932, Slivna.

## Življenje
V  družini je bilo 5 otrok, tri hčerke in dva sina; izmed sinov  je Jože najstarejši. Pri petih letih starosti je začel pomagati pri delu na kmetiji. Doma so imeli hribovsko kmetijo, ob njej pa tudi lesarsko obrt in trgovino. Ko se je začela 2. svetovna vojna, je njihova dejavnost povsem propadla.
Pred vojno je Jože leto in pol hodil na Osnovno šolo Vače. Ko je izbruhnila vojna,  je hodil na Vače v nemško šolo. Po vojni je hodil v šolo še dve leti in s tem je bilo njegovo izobraževanje zaključeno. Njihova hiša je bila partizanska in živeli so v strahu. Jože vsaj eno leto ni spal doma, ampak skrivaje po raznih okoliških kozolcih in v Moravčah. Vojno je preživela cela družina.
Po vojni so se doma preživljali samo s kmetovanjem. Sodeloval je v delovni brigadi »Šmartno 1949«,  nato pa je 6 mesecev delal v rudniku v Zagorju. Pri delu mu je odtrgalo prst in ko se je pozdravil, je na željo domačih ostal doma, na kmetiji. Leta 1952 je odšel k vojakom, od koder se je vrnil leta 1954.
Leta 1955 se je zaposlil v kamnolomu, v bližnjem Zapodju. Po 6 letih so ga prekvalificirali v šoferja. 19 let je bil šofer. Med tem je bil dve leti v bolniškem staležu zaradi težav s hrbtenico. V maju leta 1988 se je upokojil.

## Delo
- Jože je z ženo Ančko 12 let delal za Turistično društvo Vače
- Sodeloval je pri komunalnem urejanju vasi Slivna (ceste, vodovod, telefon)
- Aktivno je sodeloval pri projektu GEOSS
  - sodelovanje pri izgradnji obeležja
  - sodelovanje pri ureditvi okolja obeležja
  - vodenje obnove Doma Geoss
- Zbral je preko 230 starih kmečkih predmetov

## Zbirka kmečkih orodij in drugih predmetov
Jože je predmete iz ruralne kulture začel zbirati leta 1980, ker je opazil, da predmeti, ki so bili v njegovem otroštvu življenjskega pomena, počasi izginjajo iz njegovega življenja in iz življenja njegovih sovaščanov. To ga je vzpodbudilo, da je povsod, kjer je videl na neprimerno izpostavljenem mestu propadati orodje ali predmet, vprašal njegovega lastnika, če ga lahko odnese s seboj  in ohrani.  Predmete je obešal na tramove in na druga izpostavljena mesta.
Predmetov ni izbiral, pač pa je zbiral vse po vrsti; v njegovi zbirki se je zato znašlo več enakih predmetov, ki imajo različno stopnjo ohranjenosti. V celotni Kimovčevi zbirki je 230 predmetov.
Delna etnološka klasifikacija Kimovčeve zbirke orodij
- Materialna kultura
  - Prehrana - 11 predmetov
  - Poljedelstvo - 16 predmetov
  - Živinoreja – 6 predmetov
  - Sadjarastvo – 5 predmetov
  - Rokodelstvo in obrt – 28 predmetov
  - Gozdno gospodarstvo – 7 predmetov
  - Promet, komunikacijska sredstva – 23 predmetov
  - Notranja oprema – 4 predmeti
  - Noša – 3 predmeti

- Socilana kultura
  - Pravne norme – 1 predmet

- Duhovna kultura
  - Likovna umetnost
  - Branje
  - Igra odraslih in otroška igra